# 羅靈福克 (密西西比州)
羅靈福克（英語：Rolling Fork）是一個位於美國密西西比州夏基縣的城市。根據2010年美國人口普查，該地共人口5,684人，而該地的面積約為3.60平方千米。同時該地也是夏基縣的縣治。
2023年1月24日，该市遭到一个EF4级龙卷风袭击，造成严重破坏。

## 地理
羅靈福克的座標為32°54′23″N 90°52′41″W / 32.90639°N 90.87806°W，而該地的平均海拔高度為32米（即105英尺）。